# Darling Point
Darling Point är en stadsdel i Sydney i Australien. Den ligger i kommunen Woollahra och delstaten New South Wales, i den sydöstra delen av landet, nära centrala Sydney. Antalet invånare är 3 844.